# Grey (priimek)
Grey je priimek več znanih ljudi:
- Aubrey de Grey, angleški pisec in gerontolog
- Geoffrey Grey, angleški skladatelj, dirigent in violinist
- Jana Grey, kraljica Anglije in Irske
- Robyn Grey-Gardner, avstralska veslačica
- Zane Grey, ameriški pisatelj